# Carl Julius Schmölder

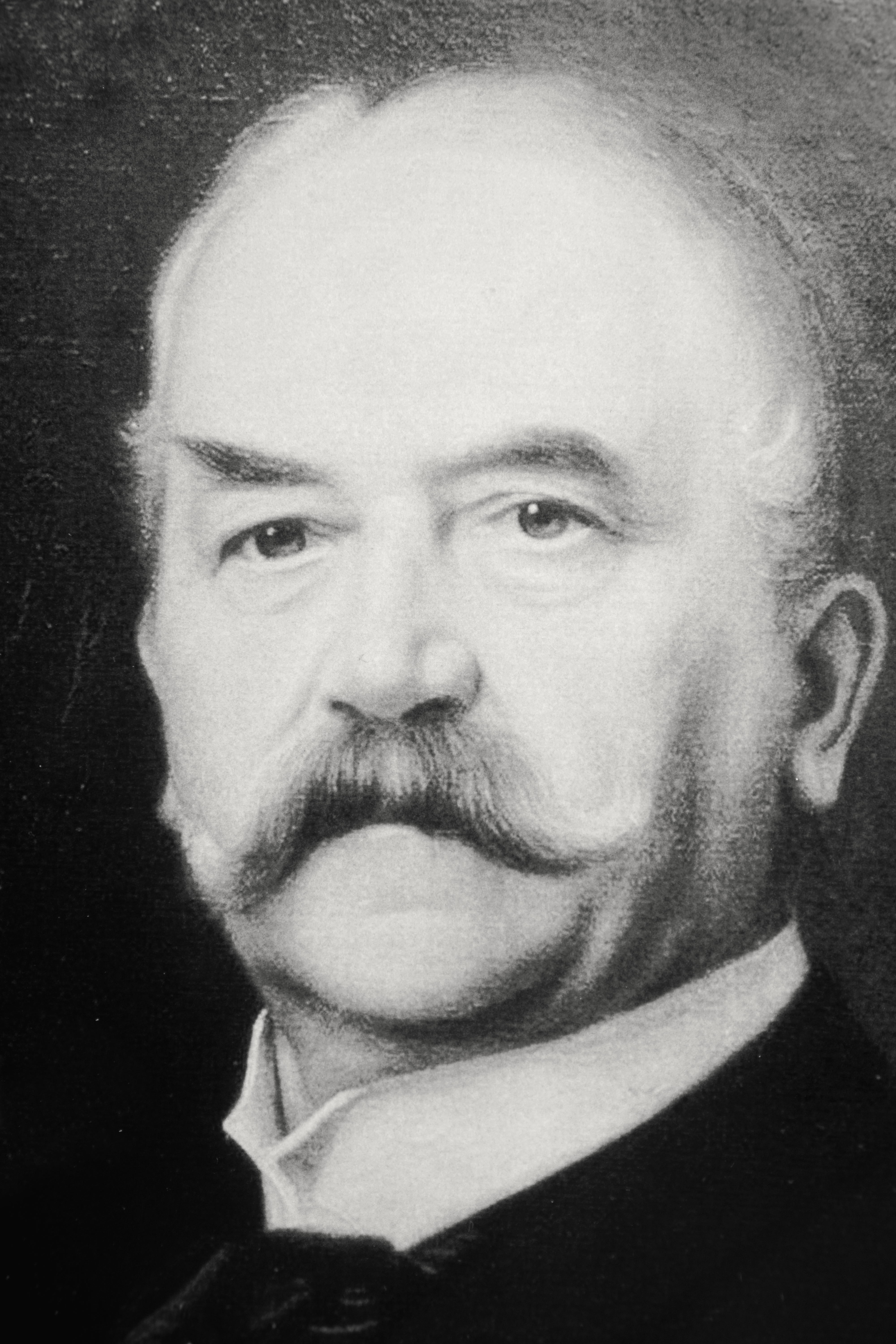
Carl Julius Schmölder (Stadtarchiv Mönchengladbach)

Kommerzienrat Carl Julius Schmölder (* 14. März 1838 in Rheydt; † 5. Dezember 1906 ebenda) war ein Textilunternehmer und Stadtverordneter in Rheydt. Er ist Namensgeber eines Parks und einer Straße im Stadtteil Schmölderpark von Mönchengladbach.

## Herkunft und Familie
Carl Julius Schmölder war der Sohn der Johanna Luise Dilthey (1803–1875), Tochter des Rheydter Textilunternehmers und Kommerzienrates Wernhard Dilthey, und des Versicherungsagenten, Mühlenbesitzers und Textilunternehmers Carl Schmölder (1802–1867) aus Gravenhorst.

## Leben

### Textilunternehmer
Schmölder erlernte im elsässischen Mühlhausen sowie in England die Spinnereitechnik. Danach arbeitete er bis 1872 als Prokurist einer Spinnerei in Elsen bei Grevenbroich, bei der sein Vater Carl einer von drei Teilhabern war.
Im Jahr 1871 gründete Schmölder in Rheydt eine Agentur für den Handel mit Baumwolle, die Firma Carl Schmölder & Co. Der Standort des Unternehmens war an der Hohlstraße.
Elf Jahre später, am 17. Juni 1882, gründete er mit finanziellen Mitteln aus dem Verkauf seiner vom Vater geerbten Anteile an der Elsener Spinnerei sowie mit Krediten seines Schwiegervaters Karl Julius Schnitzler-Erckens eine moderne Baumwollspinnerei. Die Carl Schmölder & Co. Baumwoll- und Zellwollspinnerei und Zwirnerei war ebenfalls an der Hohlstraße (Ecke Mathildenstraße) gelegen. Die Söhne Emil, Alfred und Carl wurden in den 1890er-Jahren Teilhaber im Familienbetrieb, wobei Emil Schmölder 1905 wieder ausschied und eine eigene Baumwollspinnerei an der Dahlenerstraße 570 gründete. Nach dem Tod Schmölders im Jahr 1906 führten seine beiden Söhne das Unternehmen weiter und die Nachkommen Alfred Schmölders betrieben die Firma Carl Schmölder & Co. noch bis zu ihrer Abwicklung im Jahr 1980.

### Politiker
Von 1876 bis zu seinem Tod war Schmölder Mitglied des Rheydter Stadtrats, in dem fast alle bedeutenden Unternehmer der Stadt vertreten waren. Am 13. März 1894 wurde er in das Amt des III. Beigeordneten eingeführt. Für seine Leistungen als Unternehmer und Stadtverordneter erhielt Schmölder am 10. Januar 1897 den Ehrentitel Königlich Preußischer Kommerzienrat. Außerdem wurde er für sein Engagement im Rheydter Stadtrat mit dem Roten Adlerorden IV. Klasse geehrt.
Schmölder gehörte auch dem Kreisausschuss und dem Provinziallandtag an.

### Privates

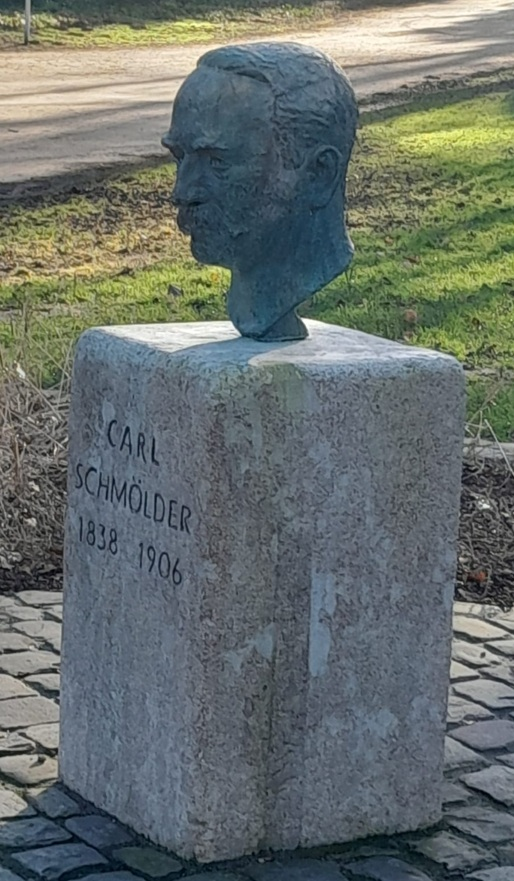
Büste von Carl Julius Schmölder im Schmölderpark

Am 20. April 1865 heirateten Carl Julius Schmölder und Mathilde Louise Schnitzler-Erckens (1841–1880) aus Opladen. Das Paar lebte in der Friedrich-Wilhelm-Straße 22 (heute: Friedrich-Ebert-Straße 127) in Rheydt. Aus der Ehe gingen sechs Kinder hervor: Carl, Emil, Helene, Johanne, Alfred und Mathilde.
Mathilde Louise Schmölder verstarb mit nur 39 Jahren am 25. Juli 1880. Nach ihrem Tod führte Auguste Quack den Haushalt und kümmerte sich um die Kinder, während Carl Julius in seinen Unternehmen und der Lokalpolitik tätig war. Schmölder litt Zeit seines Lebens unter dem frühen Tod seiner Frau. Es ist nicht belegt, jedoch zu vermuten, dass er ihr mit der Benennung einer neuen Straße in der Nähe seines Fabrikgeländes in Mathildenstraße ein Denkmal gesetzt hat.
Schmölders Hobby waren seine mit Beeten, Blumen und seltenen Pflanzen angelegten Gärten. Er initiierte und finanzierte maßgeblich die Anlage eines Erholungsparks für die arbeitende Bevölkerung in Rheydt, zu dessen Planung und Gestaltung er persönlich beitrug. Dieser Park wurde nach dem Zweiten Weltkrieg in Schmölderpark umbenannt.